# Hans Voß (Diplomat)
Hans Voß (* 31. Januar 1931 in Demmin; † 14. Oktober 2016 in Berlin) war ein deutscher Diplomat. Er war Botschafter der DDR in Rumänien, Italien und Malta.

## Leben
Voß, Sohn einer Arbeiterfamilie, absolvierte von 1946 bis 1948 eine Ausbildung zum Verwaltungsangestellten. Anschließend arbeitete er beim Rat des Kreises Demmin.
Voß war ab 1953 Angehöriger des Diplomatischen Dienstes der DDR. Er war von 1953 bis 1960 Oberreferent bzw. Abteilungsleiter für Deutsche Fragen im Ministerium für Auswärtige Angelegenheiten der DDR (MfAA). Er absolvierte in dieser Zeit ein Studium an der Deutschen Akademie für Staats- und Rechtswissenschaft und schloss das Studium als Jurist ab. Von 1960 bis 1963 war er Leiter der DDR-Generalkonsulats in Burma und zusätzlich 1962 in Kambodscha. Anschließend war er wieder Mitarbeiter im MfAA, von 1965 bis 1970 als Abteilungsleiter der 6. Europäischen Abteilung (Westdeutschland). 1967 promovierte er zum Dr. jur. und war 1967/1968 Mitglied der Verfassungskommission der Volkskammer. Von 1970 bis 1977 war er Botschafter der DDR in Bukarest, von 1978 bis 1985 Botschafter in Rom und von 1979 bis 1985 zweitakkreditiert in Malta. Von 1986 bis 1989 wirkte er als stellvertretender Delegationsleiter auf dem KSZE-Folgetreffen in Wien. 1989 war er Delegationsleiter auf dem KSZE-Umwelttreffen in Sofia und dem Informationsforum in London sowie 1990 auf der Bonner Wirtschaftskonferenz.
Voß war Mitglied der SED.
Er war Vorstandsmitglied im Verband für Internationale Politik und Völkerrecht e. V.

## Auszeichnungen
- Vaterländischer Verdienstorden in Bronze (1969) und in Silber (1976)